# Charles Erskine Scott Wood
Pour les articles homonymes, voir Charles Wood et Wood.
Charles Erskine Scott Wood ou CES Wood (20 février 1852 - 22 janvier 1944) est un auteur américain, défenseur des libertés publiques, artiste, soldat, avocat et géorgiste. Il est surtout connu pour son best-seller satirique de 1927, Heavenly Discourse (en).

## Enfance et éducation
Né à Érié, en Pennsylvanie, Wood est diplômé de West Point en 1874. Il sert comme lieutenant avec le 21e régiment d'infanterie et combat dans la guerre des Nez-Percés en 1877. Il était présent à la reddition du Chef Joseph de Nez Percé. C'est Wood qui transcrit, l'embellissant peut-être, le discours de reddition du chef. Les deux hommes deviennent ensuite des amis proches.
Il élève sa famille à Portland dans une maison de King's Hill près de l'angle nord-est du pont Vista actuel. Le site est maintenant occupé par le Portland Garden Club dans le quartier de Goose Hollow. John Reed grandit dans le même quartier et a été grandement influencé par Wood.

## Carrière politique
Après son service, Wood devient un éminent avocat à Portland, Oregon, où il défend souvent les syndicats et les « radicaux », notamment la militante pro-contraception Margaret Sanger. Il commence à contribuer régulièrement au magazine The Pacific Monthly et devient une éminente figure de la communauté littéraire de Portland.
En 1896, Wood est le seul représentant de l'Oregon au niveau national du National Democratic Party (en). Le parti, soutenu par Grover Cleveland, défend l'étalon-or et le libre-échange.
Comme beaucoup de démocrates de Cleveland, y compris son ami de longue date Mark Twain, Wood rejoint la Ligue anti-impérialiste. La Ligue appelle les États-Unis à accorder l'indépendance aux Philippines et aux autres territoires conquis lors de la guerre hispano-américaine.
En tant qu'avocat au début du XXe siècle, Wood représente des dissidents comme Emma Goldman. Il est qualifié d'anarchiste. Il écrit des articles pour des revues radicales comme Liberty, The Masses et Mother Earth.
Wood s'oppose au pouvoir de l'État. Il plaide pour des causes telles que les libertés civiles pour les manifestants pacifistes, le droit à la contraception et l'anti-impérialisme,.

## Artiste et peintre
Wood peint le peuple Amérindiens, pour lequel il plaide également. Son amour de la peinture a généré de nombreux paysages des côtes de l'Oregon et de la Californie. Il a également peint certains de ses endroits préférés à l'aquarelle, y compris la tombe de Keats et des vues de sa maison à Los Gatos, en Californie. Ses outils principaux sont l'aquarelle et le graphite.

## Retraite

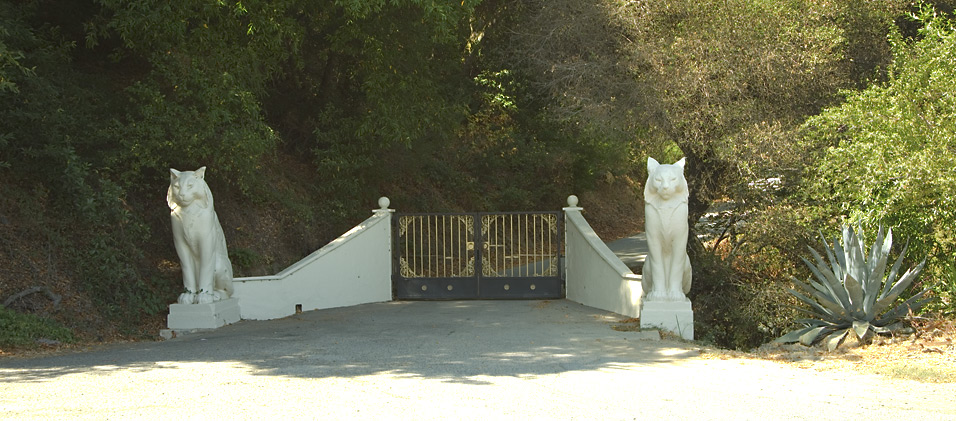
Entrée des "Cats"

De 1925 jusqu'à sa mort en 1944, Wood a vécu avec sa deuxième épouse, Sara Bard Field, à Los Gatos dans une maison nommée "The Cats".
Ses amis étaient le Chef Joseph, Emma Goldman, Eugene Debs, Ansel Adams, Robinson Jeffers, Clarence Darrow, Childe Hassam, Margaret Sanger et John Steinbeck .
Au moment de sa mort, Wood était le plus vieux diplômé vivant de West Point. Il est le père de Nan Wood Honeyman (en), la première députée de l'Oregon.

## Postérité
Wood est interprété par Sam Elliott dans le téléfilm I Will Fight No More Forever. Le film raconte la guerre des Nez-Percés.